# تپه هیگه زیر جاده
تپه هیگه زیر جاده در شهرستان خرم‌آباد، بخش دوره چگنی، دهستان کشکان، ۲۰۰ متری شمال روستای چرخستانه واقع شده و این اثر در تاریخ ۲۲ اسفند ۱۳۸۵ با شمارهٔ ثبت ۱۸۲۲۲ به‌عنوان یکی از آثار ملی ایران به ثبت رسیده است.